# Medaliści mistrzostw świata w kolarstwie BMX - Elite
Lista medalistów i medalistek mistrzostw świata w kolarstwie BMX w konkurencji elite.

## Kobiety
| Rok i miejsce                    | Złoto               | Srebro                 | Brąz                  |
| -------------------------------- | ------------------- | ---------------------- | --------------------- |
| 1996 Brighton, Wielka Brytania   | Natarsha Williams   | Natascha Massop        | Kerstin Munski        |
| 1997 Saskatoon, Kanada           | Michelle Cairns     | Karien Gubbels         | Marie McGilvary       |
| 1998 Melbourne, Australia        | Rachael Marshall    | Marie McGilvary        | Brigitte Busschers    |
| 1999 Adelaide, Australia         | Audrey Pichol       | Dagmara Poláková       | Tatjana Schocher      |
| 2000 Córdoba, Argentyna          | Natarsha Williams   | Ellen Bollansee        | María Gabriela Díaz   |
| 2001 Louisville, USA             | María Gabriela Díaz | Marie McGilvary        | Elodie Ajinça         |
| 2002 Paulínia, Brazylia          | María Gabriela Díaz | Karine Chambonneau     | Jana Horáková         |
| 2003 Perth, Australia            | Elodie Ajinça       | Willy Kanis            | Tatjana Schocher      |
| 2004 Valkenswaard, Holandia      | María Gabriela Díaz | Cyrielle Convert       | Alice Jung            |
| 2005 Paryż, Francja              | Willy Kanis         | Renee Junga            | Laëtitia Le Corguillé |
| 2006 São Paulo, Brazylia         | Willy Kanis         | María Gabriela Díaz    | Cécile Lazzarotto     |
| 2007 Victoria, Kanada            | Shanaze Reade       | Sarah Walker           | Jana Horáková         |
| 2008 Taiyuan, Chiny              | Shanaze Reade       | Anne-Caroline Chausson | Sarah Walker          |
| 2009 Adelaide, Australia         | Sarah Walker        | Eva Ailloud            | Arielle Martin        |
| 2010 Pietermaritzburg, RPA       | Shanaze Reade       | Sarah Walker           | Alise Post            |
| 2011 Kopenhaga, Dania            | Mariana Pajón       | Sarah Walker           | Magalie Pottier       |
| 2012 Birmingham, Wielka Brytania | Magalie Pottier     | Eva Ailloud            | Romana Labounková     |
| 2013 Auckland, Nowa Zelandia     | Caroline Buchanan   | Lauren Reynolds        | Manon Valentino       |
| 2014 Rotterdam, Holandia         | Mariana Pajón       | Alise Post             | Laura Smulders        |
| 2015 Zolder, Belgia              | Stefany Hernández   | Caroline Buchanan      | Simone Christensen    |
| 2016 Medellín, Kolumbia          | Mariana Pajón       | Caroline Buchanan      | Alise Post            |
| 2017 Rock Hill, USA              | Alise Post          | Caroline Buchanan      | Mariana Pajón         |
| 2018 Baku, Azerbejdżan           | Laura Smulders      | Merel Smulders         | Judy Baauw            |
| 2019 Heusden-Zolder, Belgia      | Alise Willoughby    | Merel Smulders         | Axelle Étienne        |
| 2021 Arnhem, Holandia            | Bethany Shriever    | Judy Baauw             | Merel Smulders        |
| 2022 Nantes, Francja             | Felicia Stancil     | Zoé Claessens          | Merel Smulders        |

## Mężczyźni
| Rok i miejsce                    | Złoto             | Srebro             | Brąz               |
| -------------------------------- | ----------------- | ------------------ | ------------------ |
| 1996 Brighton, Wielka Brytania   | Dale Holmes       | Randy Stumpfhauser | Florent Boutte     |
| 1997 Saskatoon, Kanada           | John Purse        | Greg Romero        | Matt Hadan         |
| 1998 Melbourne, Australia        | Thomas Allier     | Andy Contes        | Dylan Clayton      |
| 1999 Adelaide, Australia         | Robert de Wilde   | Christophe Lévêque | Mario Andrés Soto  |
| 2000 Córdoba, Argentyna          | Thomas Allier     | Christophe Lévêque | Dale Holmes        |
| 2001 Louisville, USA             | Dale Holmes       | Ivo Lakučs         | Randy Stumpfhauser |
| 2002 Paulínia, Brazylia          | Kyle Bennett      | Randy Stumpfhauser | Wade Bootes        |
| 2003 Perth, Australia            | Kyle Bennett      | Randy Stumpfhauser | Robert de Wilde    |
| 2004 Valkenswaard, Holandia      | Warwick Stevenson | Christian Becerine | Bubba Harris       |
| 2005 Paryż, Francja              | Bubba Harris      | Mike Day           | Robert de Wilde    |
| 2006 São Paulo, Brazylia         | Javier Colombo    | Randy Stumpfhauser | Mike Day           |
| 2007 Victoria, Kanada            | Kyle Bennett      | Khalen Young       | Randy Stumpfhauser |
| 2008 Taiyuan, Chiny              | Māris Štrombergs  | Steven Cisar       | Sifiso Nhlapo      |
| 2009 Adelaide, Australia         | Donny Robinson    | Mike Day           | Ramiro Marino      |
| 2010 Pietermaritzburg, RPA       | Māris Štrombergs  | Sifiso Nhlapo      | Joris Daudet       |
| 2011 Kopenhaga, Dania            | Joris Daudet      | Māris Štrombergs   | Marc Willers       |
| 2012 Birmingham, Wielka Brytania | Sam Willoughby    | Joris Daudet       | Moana Moo-Caille   |
| 2013 Auckland, Nowa Zelandia     | Liam Phillips     | Marc Willers       | Luis Brethaueur    |
| 2014 Rotterdam, Holandia         | Sam Willoughby    | Tory Nyhaug        | Tre Whyte          |
| 2015 Zolder, Belgia              | Niek Kimmann      | Jelle van Gorkom   | David Graf         |
| 2016 Medellín, Kolumbia          | Joris Daudet      | Niek Kimmann       | Nicholas Long      |
| 2017 Rock Hill, USA              | Corben Sharrah    | Sylvain André      | Joris Daudet       |
| 2018 Baku, Azerbejdżan           | Sylvain André     | Joris Daudet       | Anderson Ezequiel  |
| 2019 Heusden-Zolder, Belgia      | Twan van Gendt    | Niek Kimmann       | Sylvain André      |
| 2021 Arnhem, Holandia            | Niek Kimmann      | Sylvain André      | David Graf         |
| 2022 Nantes, Francja             | Simon Marquart    | Kye Whyte          | Joris Daudet       |